# Wilmington (Delaware)
Wilmington è una città degli Stati Uniti d'America, la più popolosa dello Stato del Delaware.

## Geografia fisica
È situata alla confluenza del fiume Christina con il torrente Brandywine Creek poco prima che il Christina si unisca al fiume Delaware.

## Storia
Wilmington è il capoluogo della contea di New Castle e una delle più grandi città dell'area metropolitana della valle del fiume Delaware. Il nome le fu dato nel 1731 da Thomas Penn, primo governatore della Provincia di Pennsylvania (la colonia britannica che sarebbe successivamente divenuta lo Stato della Pennsylvania) in onore del suo amico Spencer Compton, conte di Wilmington, che era stato primo ministro di re Giorgio II del Regno Unito.
Wilmington ottenne lo status di borough nel 1739, ma l'area in cui sorgeva era stata colonizzata nel secolo precedente dagli svedesi che avevano fondato, nel 1638, la colonia di Nuova Svezia e in seguito era passata prima agli olandesi nel 1655 e successivamente agli inglesi nel 1664.
Negli anni tra il 1980 e il 1986, attraverso una serie di normative atte a liberalizzare il regime fiscale delle banche e delle assicurazioni, incominciò un fortissimo movimento di insediamento di queste società, mirate a sfruttare i vantaggi economici promessi. Molte sedi centrali di società finanziarie occupano oggi la città, dando una grossa spinta all'impiego nel terziario.
È la città dove aveva la residenza Joe Biden prima di assumere l'incarico di Presidente degli Stati Uniti d'America.

## Amministrazione

### Gemellaggi
- Arad
- Fulda
- Kalmar
- Ningbo
- Olevano sul Tusciano
- Osogbo
- Watford